# Alfred Garn
Alfred Garn, nemški general in vojaški veterinar, * 16. december 1887, † 24. marec 1952.